# J–22 Orao
A J–22 Orao (sas) az 1970-es évek jugoszláv-román fejlesztésű transzszonikus csapásmérő és felderítő repülőgépe, melyet a mostari SOKO repülőgépgyár gyártott. Exportja a nemzetközi érdeklődés hiánya miatt elmaradt, a román repülőgépek az 1990-es évek végéig álltak rendszerben, a Szerb Légierőben néhány példánya még hadrendben áll. Romániában gyártott változata a IAR 93.

## Fejlesztés
1971. május 20-án a román és a jugoszláv kormányok aláírták a megállapodást a YuRom megalakításáról, amellyel közös kutató-fejlesztő munkába kezdtek. A programot román részről Teodor Zanfirescu diplomás mérnök, jugoszláv részről Vidoje Knezević ezredes vezette. A kifejlesztendő repülőgép a könnyű fegyverzettel ellátott Soko J–21 Jastreb és a Republic F–84 Thunderjet leváltását célozta.
Az előírások szerint az új repülőgépnek könnyűnek, egyszerű felépítésűnek kell lennie, építéséhez helyben gyártott felszerelést és avionikát kell felhasználni, üzemeltethető legyen füves vagy sérült kifutópályákon, könnyen karbantartható és megbízható legyen. A repülőgép hagyományos ikerhajtóműves, felsőszárnyas kialakítású, nyilazott szárnyakkal. A tervezők eredetileg egyhajtóműves gépet terveztek, de Nagy-Britannia nem engedélyezte a tervezők által használni kívánt hajtómű licenc-gyártását (mivel Románia a Varsói Szerződés tagja), így a kevésbé erős Rolls-Royce Viper hajtóművet választották, mivel a Soko már rendelkezett tapasztalatokkal a típus gyártásához. Eredetileg utánégetővel akarták ellátni a Viper hajtóműveket, de problémáik adódtak a kivitelezéssel, így se az elő-szériás, se a korai sorozat gyártott típusok sem rendelkeztek utánégetővel. Az 1980-as évek során mindkét ország valamelyest eltérő változatokat fejlesztett ki, kihasználva az újonnan elérhető utánégetős hajtóműveket.
A 25002-es számú jugoszláv prototípus 1974 novemberében szállt fel először a Belgrádhoz közeli Batajnica légi bázisról, fedélzetén Vladislav Slavujević századossal.
A 003-as számú harmadik repülőgép, amely egy előszériás kétüléses változat volt 1977. július 4-én végezte első felszállását, viszont közel egy évvel később meghibásodás miatt lezuhant. A gyártást folytatták, majd az első előszériás gépeket 1978-ban adták át a légierő belgrádi repülőgép tesztelő intézményének. A sorozatgyártást a bosznia-hercegovinai Mostarban végezték.
1984. november 22-én a 25101 számú repülőgép, Marjan Jelen tesztpilótával a fedélzetén zuhanórepüléssel átlépte a hangsebességet a Batajnica légibázis fölött, így ez a típus lett az első jugoszláv építésű repülőgép, amely elérte a Mach 1 sebességet. A repülőgép vízszintes repülésben nem képes a hangsebesség elérésére, így szubszonikusként kategorizálták.

## Jellemzői
A J–22 kéthajtóműves csapásmérő, közeltámogató és harcászati felderítő repülőgép korlátozott légiharc képességekkel.
A hagyományos kommunikációs és navigációs berendezések mellett rendelkezik Thompson-CSF VE–120T HUD tűzvezető és fegyverkezelő berendezéssel, Iskra SO–1 RWR védelmi rendszerrel és három infracsapda szóró berendezéssel, valamint P10–65–13 passzív zavaróval. Honeywell SGP500 navigációval rendelkezik.

## Üzemeltetése
A Jugoszláv Légierő 82. repülő dandár 351. felderítő százada volt az első egység, amely megkapta az új repülőgépet. Az 1991-ben kezdődő háborúig mindössze három századot szereltek fel teljesen J–22 csapásmérő és NJ–22 kiképző gépekkel. Ezek mellett még nagyjából három századot láttak el részlegesen a típussal.
A jugoszláv háborúk kezdetén, Szlovéniában a J–22 gépek csak erődemonstráció célból repültek, bombát nem dobtak. Az első éles bevetésre 1991-ben került sor horvát célpontok ellen. A háború első évében három J–22-est lőttek le. 1992-ben, mikor a boszniai háború kezdetét vette a jugoszláv hadsereg mindössze egy századnyi J–22-est adott át a boszniai szerb köztársaságnak. Ebből egy veszett el a háborúban.
1999-ben a jugoszláv J–22 gépeket is bevetették a koszovói csapatok ellen. Itt mindössze 20 bevetést hajtottak végre. 1999. március 25-én tisztázatlan körülmények között lezuhant egy J–22. Ezen kívül még 11 repülőgépet semmisítettek meg a földön a NATO erők.
2010. június 3-án a szerb légierő J–22-e, Slobodan Jocić századossal a pilótafülkében lezuhant. A repülőgép futóműhibája miatt a pilóta egy tóba vezette gépét, amelyből még a becsapódás előtt katapultált.

## Változatok
- IJ–22 Orao 1 – A jelölést 15 darab elő szériás jugoszláv gép kapta (beleértve néhány INJ–22A kétüléses gépet is), melyek az utánégető nélküli hajtóművekkel voltak felszerelve és taktikai felderítésre használták.
- J–22 Orao 1 – A román IAR–93A jugoszláv megfelelője utánégető nélküli Orao/Turbomecanica (Rolls-Royce/Bristol Siddeley) Viper Mk 632–41R sugárhajtóművekkel. Az első felszállásra 1983 októberében került sor. Csak együléses változatban gyártották.
- J–22B Orao 2 – A román IAR–93B jugoszláv megfelelője utánégetővel ellátott hajtóművekkel, megnövelt fegyver terhelhetőséggel és Thomson-CSF HUD-dal. Csak együléses változatban készült. Az A/B változatokból összesen 165 darab készült.
- NJ–22 Orao – Kétüléses felderítő változat. Első felszállására 1986 júliusában került sor. Az A/B változatokból összesen 35 darab készült.

## Üzemeltetők

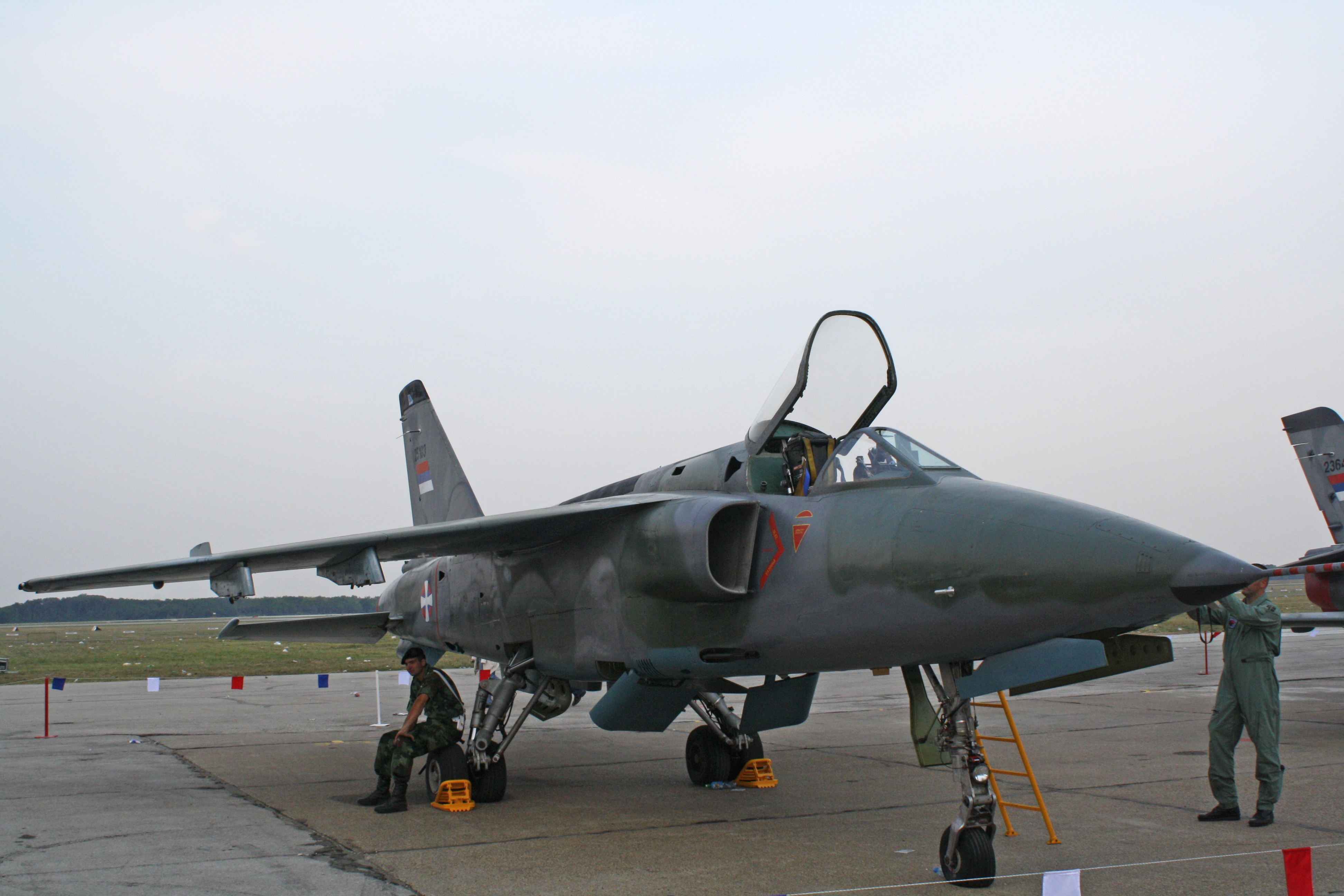
Szerb J–22 a Batajnica repülőshow-n

### Jelenlegi üzemeltetők
Szerb Légierő
- A szerb légierő 31 darab J–22-est (14 darab J–22, 7 darab NJ–22, 8 darab IJ–22, 2 darab INJ–22) örökölt Jugoszláviától, 2019-es adatok szerint ebből 17 darab áll aktív szolgálatban.

### Korábbi üzemeltetők
Bosnyák Légierő
- A Boszniai Szerb Köztársaságtól vett át 7 darabot. Hadrendből kivonva.

 Jugoszlávia
- Átadta az utódállamoknak

## Műszaki adatok (J–22)

### Geometriai méretek és tömegadatok
- Hossz: 13,02 m
- Fesztávolság: 9,30 m
- Magasság: 4,52 m
- Szárnyfelület: 26,00 m²
- Üres tömeg: 5550 kg
- Maximális felszállótömeg: 11 080 kg

### Hajtóművek
- Hajtóművek száma: 2 darab
- Típusa: Orao/Turbomecanica gyártmányú Rolls-Royce Viper Mk 633–41 utánégetős gázturbinás sugárhajtómű
- Maximális tolóerő: 17,79 kN
  - Utánégetővel: 22,24 kN

### Repülési adatok
- Legnagyobb sebesség: 1130 km/h
- Hatótávolság: 1320 km
- Szolgálati csúcsmagasság: 15 000 m
- Emelkedőképesség: 89 m/s

### Fegyverzet
- 2 darab 23 mm-es GS–23L gépágyú
- 2800 kg-nyi bombateher az öt megerősített pontokon (négy a szárnyak alatt, egy a törzs alatt), AGM–65 Maverick optikai irányítású, földi célok elleni rakéta vagy Grom–1 rádió vezérlésű rakéta, MK-szériájú bombák, BL755 kazettás bombák, BLU–107 Durandal gyorsítórakétás kifutópálya-romboló bombák és lézer-irányítású bombák

## Fordítás
- Ez a szócikk részben vagy egészben  a   Soko J-22 Orao című angol Wikipédia-szócikk fordításán alapul.  Az eredeti cikk szerkesztőit annak laptörténete sorolja fel. Ez a jelzés csupán a megfogalmazás eredetét és a szerzői jogokat jelzi, nem szolgál a cikkben szereplő információk forrásmegjelöléseként.

## Külső hivatkozások
- vojska.net